# Saint-Sérotin
Saint-Sérotin ist eine französische Gemeinde mit 597 Einwohnern (Stand: 1. Januar 2022) im Département Yonne in der Region Bourgogne-Franche-Comté. Sie gehört zum Arrondissement Sens und zum Kanton Pont-sur-Yonne. Die Einwohner werden Saint-Sérotinois genannt. 

## Geografie
Saint-Sérotin liegt etwa 13 Kilometer nordwestlich von Sens. Umgeben wird Saint-Sérotin von den Nachbargemeinden Villemanoche im Norden, Pont-sur-Yonne im Nordosten, Villeperrot im Osten, Nailly im Südosten, Villebougis im Süden, Brannay im Westen und Südwesten sowie Lixy im Westen und Nordwesten. 

## Bevölkerungsentwicklung
| 1962                       | 1968 | 1975 | 1982 | 1990 | 1999 | 2006 | 2013 |
| -------------------------- | ---- | ---- | ---- | ---- | ---- | ---- | ---- |
| 240                        | 238  | 251  | 287  | 341  | 437  | 507  | 555  |
| Quellen: Cassini und INSEE |      |      |      |      |      |      |      |

## Sehenswürdigkeiten

Kirche Saint-Sérotin

- Kirche Saint-Sérotin